# Zosterops crookshanki
Zosterops crookshanki — вид горобцеподібних птахів родини окулярникових (Zosteropidae). Ендемік Папуа Нової Гвінеї. Раніше вважався підвидом оливкового окулярника, однак був визнаний окремим видом.

## Поширення і екологія
Zosterops crookshanki мешкають на островах Гуденаф і Фергюссон в архіпелазі Д'Антркасто. Вони живуть в тропічних гірських лісах на висоті від 1200 до 2100 м над рівнем моря.